# Chardonnière
Chardonnière är en ort i Haiti.   Den ligger i departementet Sud, i den västra delen av landet, 200 km väster om huvudstaden Port-au-Prince. Chardonnière ligger 12 meter över havet och antalet invånare är 3 930.
Terrängen runt Chardonnière är kuperad åt nordost, men västerut är den platt. Havet är nära Chardonnière åt sydväst.  Närmaste större samhälle är Les Anglais, 6,6 km nordväst om Chardonnière. 